# August von Hallerstein

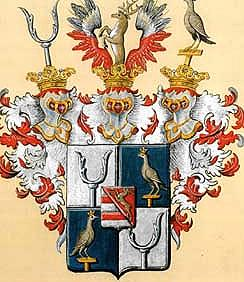
Wappen des Hauses Hallerstein

August(in) Ferdinand Haller von Hallerstein (chinesisch 劉松齡 / 刘松龄, Pinyin Liú Sōnglíng; * 27. August 1703 in Laibach (Krain); † 29. Oktober 1774 in Peking) war ein österreichischer Jesuit und Missionar.

## Jugend und Ausbildung
Dem Nürnberger Patriziergeschlecht Haller von Hallerstein entstammend, besuchte August von Hallerstein zunächst das Jesuitenkollegium seiner Heimatstadt Laibach. Im Anschluss studierte er in Klagenfurt, Leoben und Graz neben Theologie u. a. Medizin, Mathematik und Astronomie. 1721 trat er im Kollegium St. Anna in Wien in den Jesuitenorden ein, wo er 1734 zum Priester geweiht wurde. Nachdem er einige Zeit das Jesuitenkollegium in Temesvár geleitet hatte, wurde er in die Mission geschickt.

## Tätigkeit in China
Im April 1736 schiffte sich von Hallerstein in Lissabon ein und reiste zunächst nach Mosambik und Goa. Im September 1738 erreichte er den Hafen von Kanton, von wo er zunächst nach Macau weiterfuhr. 1739 wurde er an den Hof nach Peking berufen. Dort arbeitete er zunächst im Kaiserlichen Astronomieamt, dessen Leitung er schließlich 1746 von seinem Ordensbruder Ignaz Kögler übernahm.

Kaiserliches Observatorium zu Peking zur Zeit v. Hallersteins

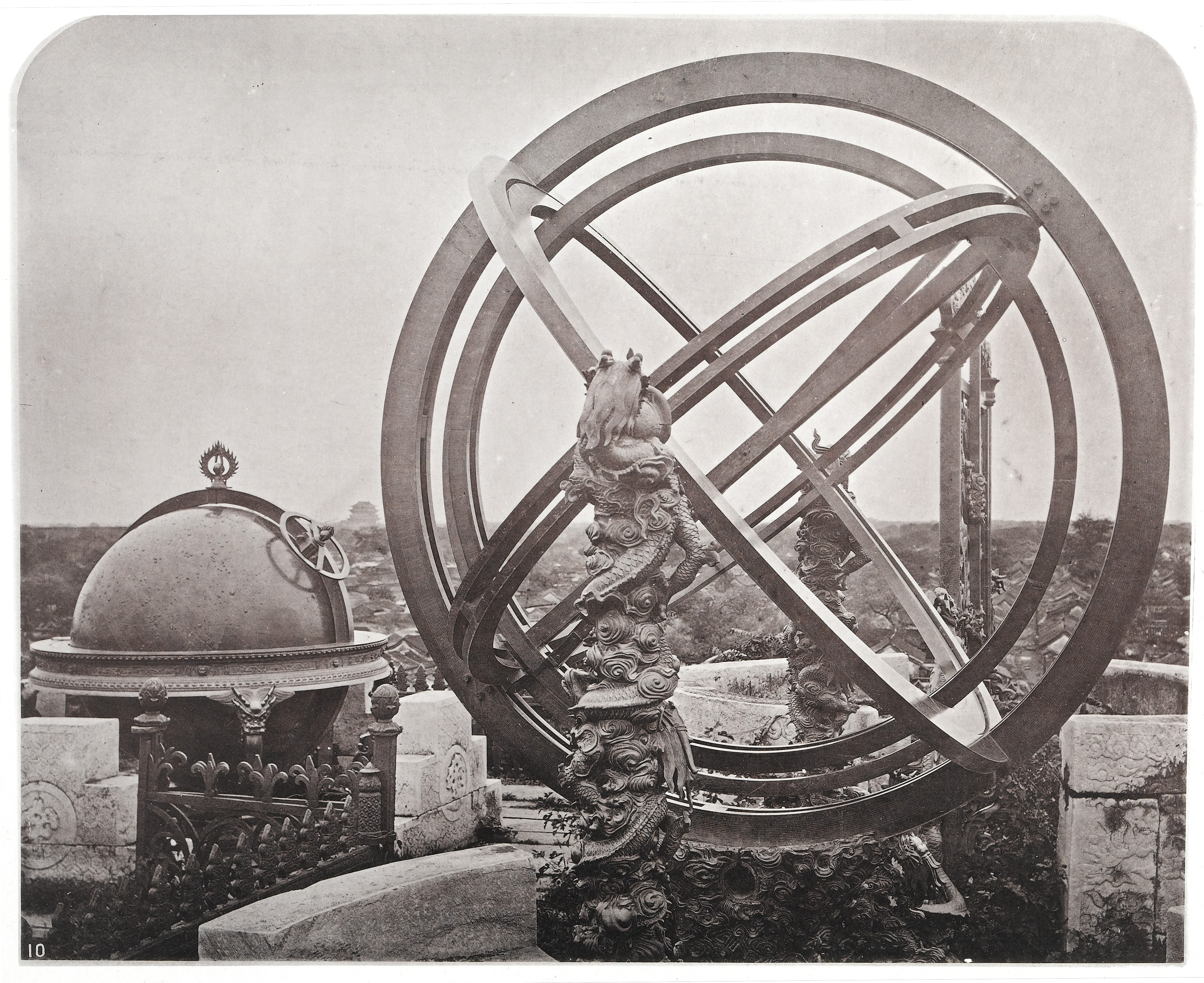
Fotografie der Sternwarte in Peking (um 1870)

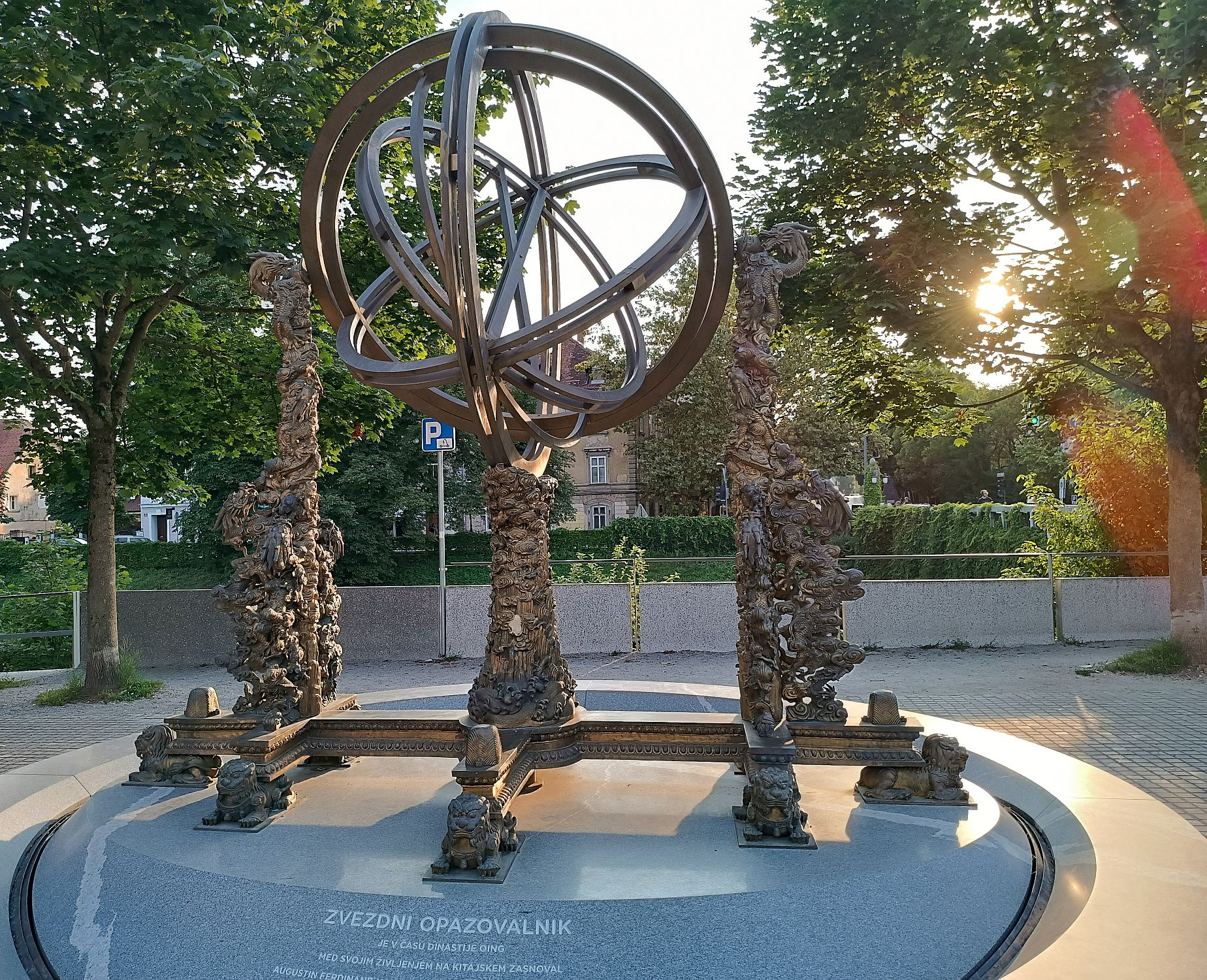
Denkmal in Ljubljana

Hallerstein galt als Wissenschaftler von Weltformat. Durch mannigfaltige Veröffentlichungen auf den Gebieten der Astronomie, Geographie und Topographie erwarb er sich großes Ansehen. Auf seine mathematischen Methoden geht auch die große Volksschätzung zurück, wonach in China „198.213.713“ Menschen leben sollten. Auch pflegte der Jesuit weitreichende Kontakte etwa zur Royal Society in London, dem Kaiserlichen Observatorium in Wien und der Akademie von Sankt Petersburg. Darüber hinaus stand von Hallerstein im stetigen Briefwechsel mit seinen Ordensbrüdern in ganz Europa, aber auch mit der Königin von Portugal, die er bei seiner Einschiffung in Lissabon kennengelernt hatte.
Aus diesem Grunde übertrug ihm Kaiser Qianlong 1752 auch die Betreuung der portugiesischen Gesandtschaft auf ihrer Reise vom Hafen in Kanton an den Pekinger Kaiserhof und zurück. In Anerkennung seiner hierbei erworbenen Verdienste, wurde von Hallerstein daraufhin in den Rang eines Mandarins des dritten Ranges erhoben.
1744 konstruierte er eine Armillarsphäre, die als eine der besten ihrer Zeit galt. Daraufhin wurde er 1746 zum Leiter des Kaiserlichen Astronomischen Amtes berufen. Dieses Amt übte er bis zu seinem Tode 1774 aus.
Auch in der kirchlichen Hierarchie stieg von Hallersteins Bedeutung: 1751–1758 war er Visitator, 1757–1762 und 1766–1774 sogar Provinzial der fernöstlichen Jesuitenmission.
Von der nach dem endgültigen Verbot der Akkommodation (Ritenstreit) durch Papst Benedikt XIV. 1744 festzustellenden Bekämpfung der christlichen Missionare blieb von Hallerstein, ähnlich wie andere führende Hofjesuiten, weitgehend unberührt. Umgekehrt kam vielmehr sein Einfluss am Kaiserhof der verfolgten Kirche zugute.

## Tod
Von Hallerstein starb 1774 an einem Herzinfarkt, nachdem ihm die Nachricht von der Aufhebung des Jesuitenordens durch Papst Clemens XIV. überbracht worden war – welche gleichfalls eine Spätfolge des Ritenstreits war.

## Werke
- Carte de Macao et ses environs, 1739
- Observationes astronomicae ab anno 1717 ad annum 1752 a PP. Societatis Jesu Pekini Sinarum factae ..., 2 Bände. Wien 1768.